# 381东北无名高地战斗
381东北无名高地战斗，联合国军称“Battle of Outpost Harry”，是朝鲜战争中1953年夏季进攻战役的一次战斗。

## 经过
1953年6月10日21时30分，中国人民志愿军221团以其6连和5连的两个排，在120门火炮支援下，向驻守381东北无名高地的美军15团K连发起攻击。10分钟后，迂回侧后的一个排突破美军阵地。22时，正面进攻的志愿军突破阵地。至战斗的第50分钟，志愿军控制阵地。
次日3时20分，美军投入E连和C连，以及重坦克连的一个排发动反击，夺取阵地。志愿军随后以其1连和4连再次发起进攻并再次夺取阵地，美军投入B连增援。随后双方激烈交战，阵地多次易手。至13日，221团第8，9连各一部共6个班，再次占领高地至15日，最终撤退。美3师为支援作战，以30余辆汽车运送增援部队，但遭到志愿军火箭炮兵袭击。至16日，美军將阵地的防务移交给希腊营。

## 后续

### 伤亡
志愿军对双方伤亡的估计：志愿军伤亡780人，美军傷亡1,800余人。
联合国军对双方伤亡的估计：联军阵亡102人，负伤553人，失踪44人；志愿军阵亡1,450人，负伤3,800人。这一估计超过了志愿军在此次战斗中投入的步兵兵力，也超过了志愿军24军在5月27日至6月28日的总伤亡（2,038人）。
志愿军声称此次战斗以及70师的另一场战斗重创美3师，合计造成美軍2,600余人傷亡，美3师被迫与美2师换防，并后撤20公里休整，这一说法與美军史料不符。